# عزیز دولت‌آبادی
عزیز دولت‌آبادی (۱۳۰۱، تبریز - ۱۰ اردیبهشت ۱۳۸۸، تبریز) متخلص به درویش از شاعران آذربایجان بود. او اولین رئیس کتابخانه ملی تبریز و مدتی نیز رئیس کتابخانه تربیت بود.
عزیز دولت‌آبادی در دوران تحصیل در دانشگاه تهران نزد استادانی مانند بدیع الزمان فروزانفر، کنی و لطفعلی صورتگر شاگردی کرد. دولت‌آبادی نخستین رئیس کتابخانه ملی (مرکزی) تبریز و رئیس کتابخانه تربیت نیز بود. وی از سال ۱۳۴۹ تا ۱۳۵۳ ریاست دبیرستان ارامنه اسدی (مدرسه تومانیان) را بر عهده داشت و تنها رئیس مسلمان این مدرسه ارامنه در ایران بوده‌است. دولت‌آبادی در سال ۱۳۴۲ با بررسی اسناد و مدارک مربوط به گورستان ولیانکوه (بیلانکوه) تبریز مقبره کمال خجندی و کمال الدین بهزاد را یافت و به این جهت از طرف مراکز علمی، ادبی و دانشگاهی تاجیکستان مورد تجلیل قرار گرفت. تا کنون ۱۲ عنوان از کتابهای وی به چاپ رسیده‌است. از آثار تألیفی وی می‌توان به تصحیح آثاری مانند دیوان خیالی بخارایی، دیوان کمال خجندی، روضه اطهار و دیوان ملک محمود تبریزی، تذکره سخنوران آذربایجان (بررسی قطران تا شهریار)، تاریخ تحول نثر فارسی معاصر، سرایندگان شعر پارسی در قفقاز و فرهنگ واژه‌های ترکی و مغولی اشاره کرد. آخرین فعالیت علمی دولت‌آبادی عضویت در هیئت امنای کتابخانه مرکزی تبریز بود.
وی در ۱۰ اردیبهشت ۱۳۸۸ از سرطان ریه درگذشت و در مقبرةالشعرای تبریز به خاک سپرده شد.

## آثار
- تاریخ تحول نثر فارسی معاصر - فرهنگ - ۱۳۳۳
- ک‍ت‍اب‍خ‍ان‍ه‌ه‍ای آذرب‍ای‍ج‍ان - آموزش و پرورش آذربایجان شرقی - ۱۳۵۰
- سخنوران آذربایجان - م‍وس‍س‍ه ت‍اری‍خ و ف‍ره‍ن‍گ ای‍ران - ۱۳۵۵
- سرایندگان شعر پارسی در قفقاز - بنیاد موقوفات دکتر محمود افشار - ۱۳۷۰
- ت‍ح‍ف‍هٔ دروی‍ش (گ‍زی‍دهٔ اش‍ع‍ار و م‍ج‍م‍وع‍هٔ م‍ق‍الات) - ستوده - ۱۳۷۹
- فرهنگ واژه‌های ترکی و مغولی در متون فارسی - دانشگاه تبریز - ۱۳۸۶